# Молино (Асколи Пичено)
Молино (итал. Molino) насеље је у Италији у округу Асколи Пичено, региону Марке.
Према процени из 2011. у насељу је живело 159 становника. Насеље се налази на надморској висини од 7 м.